# Schwarzhäusern
Schwarzhäusern is een gemeente en plaats in het Zwitserse kanton Bern, en maakt deel uit van het district Oberaargau.
Schwarzhäusern telt 501 inwoners.